# Liz Chicaje
Liz Chicaje   (Pebas District, 8 de desembre de 1982) Liz Chicaje Churay és una líder indígena peruana. El seu treball en defensa de les poblacions originàries, la preservació de la fauna, flora i la protecció i la revaloració de la diversitat cultural indígena van contribuir a aconseguir la categorització de la Zona Reservada Yaguas en Parc Nacional Yaguas mitjançant Decret Suprem N° 001-2018-MINAM que va emetre l'Estat peruà el 10 de gener 2018 amb el que es protegeix 868.972,84 hectàrees d'ingents recursos naturals i la supervivència de 29 comunitats originàries que habiten al seu voltant. Aquests fets van ser mèrit suficient perquè al febrer 2019 sigui guardonada amb el Premi Franco-Alemany de Drets Humans i Estat de Dret que atorguen les ambaixades de França i Alemanya com a reconeixement als promotors dels drets humans al voltant del món.

## Biografia

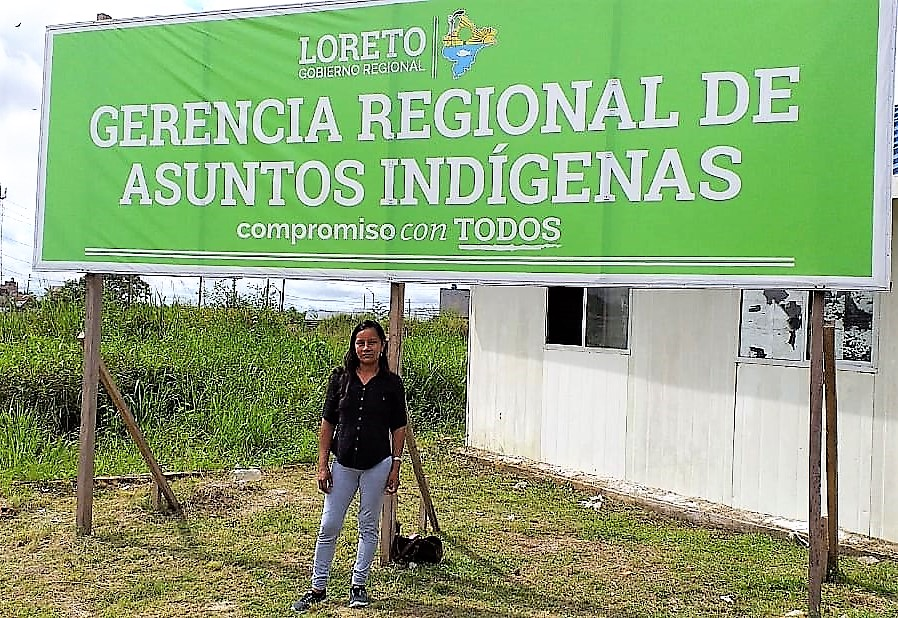
Liz Chicaje Churay desenvolupa un treball coordinat i articulat amb la Gerència Regional d'Assumptes Indígenes del Govern Regional de Loreto així com amb altres autoritats i institucions locals, regionals i nacionals amb l'objectiu de millorar la qualitat de vida dels pobladors indígenes de la seva localitat en Loreto.

Liz Chicaje Churay va néixer el 8 de desembre 1982 en la comunitat nativa Boras de Pucaurquillo, districte de Pebas, província de Ramón Castilla, departament de Loreto en el si d'una família dedicada a l'agricultura i a l'artesania com a principals activitats econòmiques a la qual també es dediquen la majoria de pobladors de la seva comunitat. La família de Liz és descendent del clan Newat que en català significa esparver.
La vida de Liz va transcórrer envoltada d'arbres, plantes i animals silvestres pel que des de molt jove va aprendre a estimar i protegir la naturalesa; no obstant això, la devastadora tala il·legal de boscos, la depredació d'espècies naturals i la mineria il·legal de la qual va ser testimoni i que van posar en risc l'existència de comunitats originàries com la seva, van fer que decideixi enfrontar aquests grans problemes i lluitar pels drets indígenes i la protecció del medi ambient; no obstant això, sabia que la tasca no anava a ser fàcil pel que per aconseguir-ho necessitava preparar-se i millorar les seves habilitats de comunicació i lideratge al que va contribuir el seu pas per l'institut bíblic de la seva comunitat i el treball que va realitzar amb els nens a l'escola dominical.
Conscient de la necessitat d'involucrar a més persones per enfrontar els grans problemes que afectaven a la seva comunitat i a altres com la seva, va iniciar un treball d'informació i sensibilització als seus veïns i autoritats comunals i encara que alguns es van sumar a la seva causa també va trobar rebuig per part d'uns altres la qual cosa no la va desanimar sinó per contra la va motivar a seguir treballant; en aquestes circumstàncies va rebre la invitació de la candidata a l'alcaldia del districte de Pebas per ser candidata a regidora nativa en representació de les comunitats indígenes del seu districte el que li va permetre durant l'any 2013 recórrer la totalitat de comunitats del districte Pebas i conèixer més de prop la problemàtica a la qual s'enfrontava la seva població. Encara que el partit amb el qual va postular en les eleccions edils no va guanyar, els recorreguts que va realitzar van permetre que molts la coneguin, se sumeixen a la seva causa i reconeguin el seu treball, per aquest motiu el següent any va ser triada com a Presidenta de la Federació Nacional de Comunitats Natives – FECONA que agrupa a 14 comunitats indígenes on va desenvolupar una àrdua labor per la preservació dels drets i cultura indígenes, la titulació de terres en favor de les comunitats membres de la FECONA i on va demostrar el seu compromís en la conservació dels boscos i la biodiversitat amazònica sent pionera a implementar el mecanisme TDC del Programa de Boscos en les comunitats del Ampiyacu en Loreto.
Com a membre del Comitè de Categorització de la Zona Reservada Yaguas, la seva labor va ser decisiva perquè al gener 2018 aquesta zona reservada adopti la categoria de parc nacional i es converteixi en Parc Nacional Yaguas mitjançant Decret Suprem N° 001-2018-MINAM, sobre aquest tema Liz va assenyalar: «Nosaltres hem aconseguit tenir a aquest lloc com un lloc sagrat i ja tenim un lloc segur on els animals es van a reproduir i no van a ser més tocats, no arribaran persones il·legals a aquest lloc, llavors nosaltres el que hem volgut assegurar amb aquesta meta és que les comunitats i nosaltres les persones líders hem hagut de lluitar i enfrontar a moltes persones que no volien que es creés aquest Parc».
El seu treball demostrat en la preservació dels drets i cultura indígenes, la conservació dels boscos, la preservació de la biodiversitat amazònica i la seva contribució significativa en la creació del Parc Nacional Yaguas, van ser motiu suficient perquè les ambaixades de França i Alemanya a la ciutat de Lima, li atorguessin el Premi Franco-alemany de Drets Humans i Estat de Dret que ambdues ambaixades atorguen cada any (des de 2016) a personalitats que contribueixen de manera excepcional a la protecció i promoció dels drets humans i a l'Estat de dret al seu país i a nivell internacional. Aquest any es va atorgar aquest premi a 15 personalitats de diferents parts del món i una va ser Liz Chicaje Churay. Durant la cerimònia de reconeixement a Liz realitzada el dia 22 de gener 2019 a la ciutat de Lima, l'ambaixador de França  Sr. Antoine Grassin va assenyalar el següent: «M'alegra en gran manera que hàgim lliurat aquesta nit el Premi Franco-alemany de Drets Humans a Liz Chicaje en un conjunt de 15 premiats al món, crec que és una prova de l'emblemàtic que és el treball de Liz. Realment Liz reuneix en la seva persona molts criteris, el criteri precisament de defensa de les comunitats indígenes dels seus drets i de la seva existència enfront de la invasió d'activitats econòmiques il·legals»; per la seva banda l'ambaixador d'Alemanya a Lima Sr. Stephan Herzberg va indicar: «...(El Premi) és ben merescut perquè és una persona que té un paper gran en l'establiment del Parc Nacional Yaguas i en tots els aspectes que nosaltres seguim en aquesta cooperació bilateral que tenim a Perú».
Però el treball de Liz no només està contribuint a la protecció ambiental i a la preservació de la cultura indígena, sinó també a millorar l'economia de moltes dones i les seves famílies degut a que lidera una associació d'artesanes que es dediquen a la confecció d'accessoris amb llavors i a la transformació de la fibra natural de la xambira en bosses i hamaques. D'igual manera, al costat d'altres dones va conformar l'Associació de Productores de la Iuca que a més de ser ingredient bàsic per a la preparació del casabe o pa indígena, produeix altres derivats que són imput per a la preparació de diferents platerets que figuren en la carta de prestigiosos restaurants de la capital peruana.
Com a mare de 5 fills i pobladora d'una comunitat que es troba en situació de pobresa i extrema pobresa, Liz és usuària del Programa Nacional de Suport Directe als més Pobres - Juntes amb el Ministeri de Desenvolupament i Inclusió Social (MIDIS) es posa en marxa mitjançant incentius econòmics a famílies en situació de pobresa per promoure i donar suport al seu accés a serveis de qualitat en educació, salut, nutrició i identitat, sota un enfocament de restitució d'aquests drets bàsics, amb la participació organitzada i la vigilància dels actors socials de la comunitat.
En l'actualitat Liz és membre actiu del Comitè de Gestió de l'Àrea de Conservació Regional Ampiyacu Apayacu i al costat del Govern Regional de Loreto i al President del Comitè "lidera una de les primeres iniciatives de cogestió i governabilitat de grans paisatges en Loreto, que inclou reeixides experiències de maneig amb finalitats comercials del recurs forestal i de fauna silvestre, l'ordenament de les pesqueres i la consolidació de la vigilància comunal indígena".

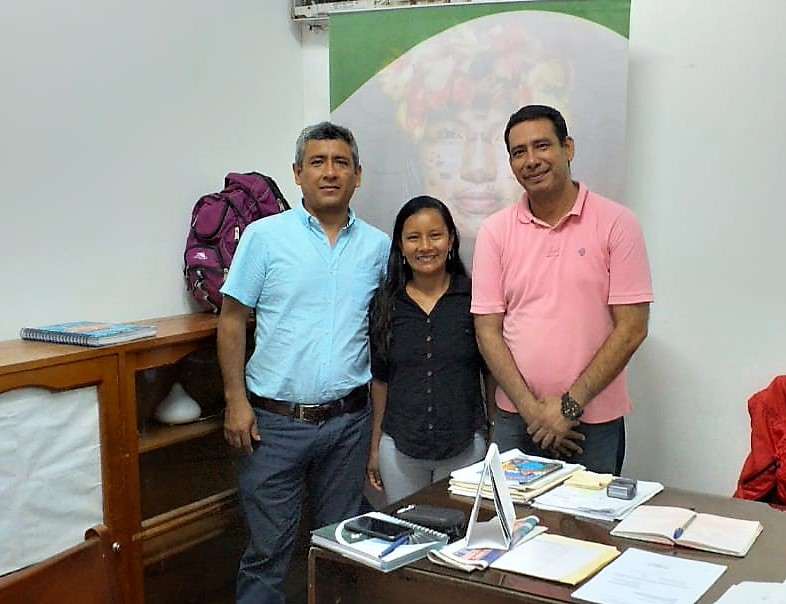
Liz Chicaje durant una de les seves coordinacions amb el Gerent Regional d'Assumptes Indígenes del Govern Regional de Loreto, Sr. Omar Arévalo (a la dretea).

El seu treball i lideratge demostrats a favor de la governabilitat, protecció del medi ambient i preservació de la biodiversitat així com de la cultura i identitat de les poblacions indígenes que se situen als voltants dels rius Napo, Putumayo i Amazones, a la frontera amb Colòmbia i Brasil demostren que la vida de Liz és una constant contribució al desenvolupament sostenible no només del Perú sinó també del món sencer.

## Càrrecs
- Va ser Tresorera del Comitè de Got de Llet de la seva comunitat entre els anys 2012 i 2014.[3]
- Va ser Presidenta de la Federació de Comunitats Natives del Ampiyacu (FECONA) entre els anys 2014 i 2016.[6]
- És membre de la Comissió Ad hoc del Comitè de Categorització de la Zona Reservada Yaguas.
- És membre de l'Associació de Dones Productores de Yuca de la seva comunitat.
- És membre de l'Associació de Dones Artesanes del Ampiyacu.

## Assoliments
- El seu treball en la protecció del territori de les comunitats indígenes de les ètnies bora, huitoto, okaina i yagua del Ampiyacu, li han permès aconseguir la titulació de 100.000 hectàrees en favor de 13 comunitats.[3]
- L'esforç desplegat per la protecció dels boscos i de la biodiversitat de la Zona Reservada Yaguas van contribuir al fet que aquesta adquireixi la categoria de Parc Nacional Yaguas mitjançant Decret Suprem N° 001-2018-MINAM que va emetre l'Estat peruà el 10 de gener 2018 amb el que es protegeix 868.972,84 hectàrees d'ingents recursos naturals i la supervivència de 29 comunitats originàries que habiten a la seva al voltant.[1] Els especialistes del Field Museum de Chicago calculen que dos de cada tres peixos d'aigua dolça habiten en Yaguas en convivència amb 100 espècies d'amfibis i rèptils i sobre el seu cel volen 500 espècies d'aus mentre que 160 espècies de mamífers recorren el seu sòl.
- El 22 de gener 2019, les ambaixades de França i Alemanya a la ciutat de Lima, li van atorgar el Premi Franc - Alemany de Drets Humans i Estat de Dret pel seu treball en la defensa dels drets indígenes i del medi ambient així com pel seu esforç constant pel bon govern d'un gran territori indígena situat entre els rius Napo, Putumayo i Amazones a la frontera de Perú amb Colòmbia i Brasil. Aquest Premi anual que es lliura des de l'any 2016, és atorgat a diferents personalitats que han contribuït de manera excepcional a la protecció i promoció dels drets humans i l'Estat de dret al seu país i a nivell internacional. L'any 2019 el va premiar va ser atorgat a 15 persones, entre elles a Liz Chicaje, l'única peruana a obtenir aquest guardó, els altres premiats van ser: Chak Sopheap (Cambodja), Yu Wensheng (Xina), Aminata Traoré (Côte d'Ivoire), Mohamed Lotfy (Egipte), Alfredo Okenve (Guinea Equatorial), Nityanand Jayaraman (Índia), Hessen Sayah Corban (Líban), Mekfoula Mint Brahim (Mauritània), Oyub Titiev (Rússia), Anwar al-Bunni (Síria), Vuyiseka Dubula-Majola (Sud-àfrica), Sirikan Charoensiri (Tailàndia) Daoud Nassar (Territoris Palestins) i Susana Raffalli Arismendi (Veneçuela).[2]
- El 6 de març 2019, en el marc de commemoració del Dia Internacional de la Dona, el Ministeri de Desenvolupament i Inclusió Social (MIDIS) del Perú, la va reconèixer i va homenatjar públicament al costat d'altres deu persones integrants de programes socials del MIDIS per la seva contribució en la lluita contra l'anèmia, la protecció dels boscos, la generació de projectes productius i la protecció de les seves comunitats i cultura. Les altres deu homenatjades van ser: Rosaura Livaque Vásquez (27 anys, Cajamarca), Adelaida Azañero Tubalino (Huacho), Francisca López Minchan (52, San Juan de Lurigancho), Celia Infant Vite (Tombis), Edith Laura Quispe (Ucayali), Yonida Cayllahua Vásquez (23, Ayacucho), Rosalbina Valerio Valerio (80, Yauyos). Victoria Fernández Gamboa (46, La Libertat), Rocío Herrera Aquino (24, Huánuco) i Estela Aliaga Flores (70, Comas).[8]